# Quinti Hirpí
Quinti Hirpí (en llatí: Quinctius Hirpinus) fou un amic d'Horaci, el qual li va dedicar una oda i li va dirigir una epístola, segons els títols que han pervingut dels seus poemes. En la primera d'aquestes composicions Horaci recomana al seu amic de relaxar la seva dedicació als oficis públics. A l'epístola li diu que val més una virtut sòlida que gran.